# Sobaków
Sobaków – wieś w Polsce, położona w województwie łódzkim, w powiecie piotrkowskim, w gminie Gorzkowice.
W latach 1975–1998 wieś administracyjnie należała do województwa piotrkowskiego.

## Integralne części wsi
| SIMC    | Nazwa             | Rodzaj     |
| ------- | ----------------- | ---------- |
| 0540104 | Poręba Sobakowska | przysiółek |

## Zabytki
Według rejestru zabytków Narodowego Instytutu Dziedzictwa na listę zabytków wpisany jest obiekt:
- park, k. XIX w., nr rej.: 215/P-II-25 z 27.11.1948 oraz 427 z 8.12.1992

## Urodzeni w Sobakowie
- Helena Malczewska – polska działaczka, prezes wielu stowarzyszeń charytatywnych[7].